# 阿旺比米
阿旺比米（1959年6月22日—），是一名马来西亚政治人物和律师，自2024年7月起任马来西亚国会上议院主席。1996年9月至2011年4月为砂拉越州议会南甲州议员。他是土保党最高理事会成员、法律顾问，曾任青年团秘书长。他也是砂拉越政党联盟的公职人员。他自1984年被婆罗洲高等法院接纳为辩护律师和律师以来，在各阶级法庭包括联邦法庭处理各种民事和刑事案件，是一位经验丰富的法律从业者。他是砂拉越种植有限公司的独立非执行董事，也是 Awang Lai Sandhu and Co. 律师事务所的合伙人。

## 政治生涯

### 砂拉越州议员（1996-2011）

#### 1996年砂拉越州选举
阿旺比米第一次竞选是在1996年砂拉越州选举，他受国阵提名上阵南甲州议席。他最终不战而胜，当选南甲州议员。

#### 2001年砂拉越州选举
阿旺比米在2001年砂拉越州选举中再次被提名捍卫南甲州议席。他以7,005张多数票守土成功。

#### 2006年砂拉越州选举
2006年砂拉越州选举中，阿旺比米第三次上阵南甲州议席。他以4,815张多数票守土成功。

### 上议员和上议院主席（2024-）
2024年7月15日，阿旺比米获最高元首苏丹依布拉欣委任为上议员。一周后，他被任命为上议院主席，接替于5月10日任内逝世的慕登达加。

## 选举成绩
| 年份 | 选区     | 候选人 | 候选人             | 得票数   | 得票率   | 竞选对手               | 竞选对手                 | 得票数   | 得票率   | 总票数   | 多数票   | 投票率   |
| ---- | -------- | ------ | ------------------ | -------- | -------- | ---------------------- | ------------------------ | -------- | -------- | -------- | -------- | -------- |
| 1996 | N55 南甲 |        | 阿旺比米（土保党） | 不战而胜 | 不战而胜 | 不战而胜               | 不战而胜                 | 不战而胜 | 不战而胜 | 不战而胜 | 不战而胜 | 不战而胜 |
| 2001 | N55 南甲 |        | 阿旺比米（土保党） | 7,559    | 87.37%   |                        | 阿邦阿都哈利（独立人士） | 554      | 6.40%    | 8,652    | 7,005    | 69.18%   |
| 2001 | N55 南甲 |        | 阿旺比米（土保党） | 7,559    | 87.37%   | 阿都拉曼普提（公正党） | 539                      | 6.23%    |          | 8,652    | 7,005    | 69.18%   |
| 2006 | N55 南甲 |        | 阿旺比米（土保党） | 6,202    | 81.72%   |                        | 阿邦阿里芬（公正党）     | 1,387    | 18.28%   | 7,589    | 4,815    | 60.42%   |

## 荣誉
- 彭亨 :
  -  彭亨王冠拿督勋章 (DIMP) – 拿督 (2008)[9]
- 砂拉越 :
  -  砂拉越之星效忠领袖勋章 (PSBS) – 拿督 (2019)[10]